# Nyelv-Irodalom-Tanítás Társulat
Nyelv-Irodalom-Tanítás Társulat (rövidítve NyIT) – óvónőket, tanítónőket és magyartanárokat tömörítő szakmai egyesület. Székhely: Csíkszereda. Megalakulás: 1990.

## Céljai, működése
Tagjai romániai és határokon túli tanárok, pedagógusok, irodalmárok és nyelvészek. Célja a szakmai önreflexió bátorítása és nyitás a több és többféle tudás felé. A Nyelv-Irodalom-Tanítás Társulat tagjai és az érdeklődők körében irodalmi, nyelvészeti és módszertani anyagokat forgalmaz, szakmai tanácskozásokat, táborokat, irodalmi diákversenyeket szervez; Csíkszeredában tájékoztató központot működtet. 1994-től együttműködik a Romániai Magyar Pedagógusok Szövetségével a magyartanárok továbbképzését biztosító Bolyai Nyári Akadémia megszervezésében.
Időszaki kiadványa a NyIT-Lapok, amely 1991-től jelenik meg Csíkszeredában, s az anyanyelvi neveléssel és az irodalomtanítással kapcsolatos elméleti és módszertani írásokat közöl.
Stúdium-rovatában 1991-95 között hosszabb tanulmányokat közölt Bara Katalin, Bókay Antal, Csoma Gyula, Csutak Judit, Karátson Endre, Kelemen Péter, Kibédi Varga Áron, Kulcsár Szabó Ernő, Orbán Gyöngyi, Szigeti Csaba, Szilágyi Márton és Veres András.

## Társasági vezetők, szerkesztők
A Nyelv-Irodalom-Tanítás Társulat vezetői Bara Katalin, Borbáth Erzsébet, Csata Emese, Csutak Judit, Sándor Dénes és (1994-ig) Túros Endre; a NyIT-Lapokat 1991-92-ben főszerkesztőként Túros Endre jegyezte, a szerkesztőbizottságban Bíró A. Zoltánt is ott találjuk (1991-92).